# Andrew Libano
Andrew Libano (19 de janeiro de 1903 — 22 de junho de 1935) foi um velejador estadunidense, campeão olímpico.

## Carreira
Libano consagrou-se campeão olímpico ao vencer a série de regatas da classe Star nos Jogos Olímpicos de Verão de 1932 em Los Angeles ao lado de Gilbert Gray como tripulantes do Jupiter. Formado pela Universidade Tulane, ele morreu por causa de uma infecção estreptocócica em Nova Orleães.